# Jason Collins
Pour les articles homonymes, voir Collins.
Jason Collins, né le 2 décembre 1978 à Northridge (Californie), est un joueur américain de basket-ball. Il évolue aux postes d'ailier fort et de pivot. Son frère jumeau Jarron Collins est également joueur de basket-ball.
Il devient le premier athlète américain encore en activité à assumer ouvertement son homosexualité dans un sport majeur américain,,,.

## Carrière

### Nets du New Jersey (2001-Fév. 2008)
Lors de la Draft 2001 de la NBA, le 27 juin 2001, il est choisi par les Rockets de Houston et immédiatement transféré aux Nets du New Jersey.

### Grizzlies de Memphis (Fév. 2008-2008)
Le 4 février 2008, il est transféré aux Grizzlies de Memphis.

### Timberwolves du Minnesota (2008-2009)
Le 26 juin 2008, il est transféré aux Timberwolves du Minnesota dans un échange comprenant huit joueurs.

### Hawks d'Atlanta (2009-2012)
Le 2 septembre 2009, il signe avec les Hawks d'Atlanta.

### Celtics de Boston (2012-Fév. 2013)

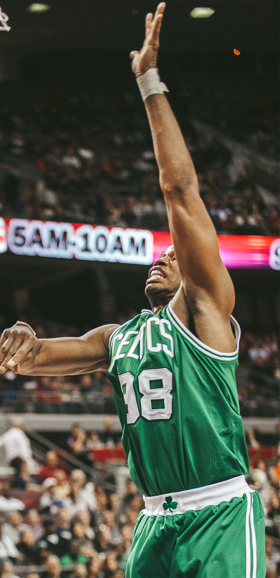
Jason Collins en février 2013.

Le 21 juillet 2012, il signe aux Celtics de Boston.

### Wizards de Washington (2013)
Le 21 février 2013, il est transféré aux Wizards de Washington.
Devenu agent libre à l'issue de la saison 2013-2014, il ne trouve pas de club NBA pour le signer.

### Nets de Brooklyn (2014)
Le 23 février 2014, il s'engage pour 10 jours avec les Nets de Brooklyn. Il devient alors le premier sportif ouvertement gay à évoluer dans l'un des 4 sports majeurs américains. Son maillot devient par la même occasion très demandé et le plus vendu sur le site de la NBA durant trois journées consécutives. Quatre jours après avoir signé son premier contrat de 10 jours, les Nets envisagent de conserver Collins pour le reste de la saison. Le 27 février, lors du déplacement des Nets à Denver, il rencontre les parents de Matthew Shepard, tué en 1998 parce qu'il était homosexuel, auquel son numéro rend hommage. Le 3 mars, il signe un second contrat de 10 jours avec les Nets.

## Records sur une rencontre en NBA
Les records personnels de Jason Collins en NBA sont les suivants, :
| Type de statistique        | Saison régulière | Saison régulière         | Saison régulière | Playoffs | Playoffs             | Playoffs      |
| Type de statistique        | Record           | Adversaire               | Date             | Record   | Adversaire           | Date          |
| -------------------------- | ---------------- | ------------------------ | ---------------- | -------- | -------------------- | ------------- |
| Points                     | 20               | @ Magic d'Orlando        | 8 janvier 2005   | 13       | Bucks de Milwaukee   | 19 avril 2003 |
| Paniers marqués            | 8                | @ Cavaliers de Cleveland | 7 décembre 2004  | 5        | 2 fois               | 2 fois        |
| Paniers tentés             | 16               | @ Celtics de Boston      | 7 novembre 2003  | 11       | @ Pistons de Détroit | 20 mai 2003   |
| Paniers à 3 points réussis | 2                | Knicks de New York       | 19 avril 2006    | -        | -                    | -             |
| Paniers à 3 points tentés  | 5                | Knicks de New York       | 19 avril 2006    | 1        | 2 fois               | 2 fois        |
| Lancers francs réussis     | 10               | @ Magic d'Orlando        | 8 janvier 2005   | 9        | Bucks de Milwaukee   | 29 avril 2003 |
| Lancers francs tentés      | 12               | 3 fois                   | 3 fois           | 10       | 2 fois               | 2 fois        |
| Rebonds offensifs          | 7                | Knicks de New York       | 14 décembre 2004 | 9        | @ Pistons de Détroit | 20 mai 2003   |
| Rebonds défensifs          | 12               | Kings de Sacramento      | 16 février 2005  | 8        | Heat de Miami        | 28 avril 2005 |
| Rebonds totaux             | 14               | Knicks de New York       | 14 décembre 2004 | 14       | @ Pistons de Détroit | 20 mai 2003   |
| Passes décisives           | 8                | Knicks de New York       | 2 avril 2004     | 4        | Knicks de New York   | 20 avril 2004 |
| Interceptions              | 4                | 2 fois                   | 2 fois           | 3        | 3 fois               | 3 fois        |
| Contres                    | 5                | Jazz de l'Utah           | 2 mars 2003      | 3        | @ Bucks de Milwaukee | 1er mai 2003  |
| Balles perdues             | 5                | 3 fois                   | 3 fois           | 4        | 3 fois               | 3 fois        |
| Minutes jouées             | 45               | @ Pistons de Détroit     | 27 décembre 2004 | 42       | Heat de Miami        | 28 avril 2005 |

- Double-double : 11 (dont 2 en playoffs)
- Triple-double : 0